# Олія дерева ши

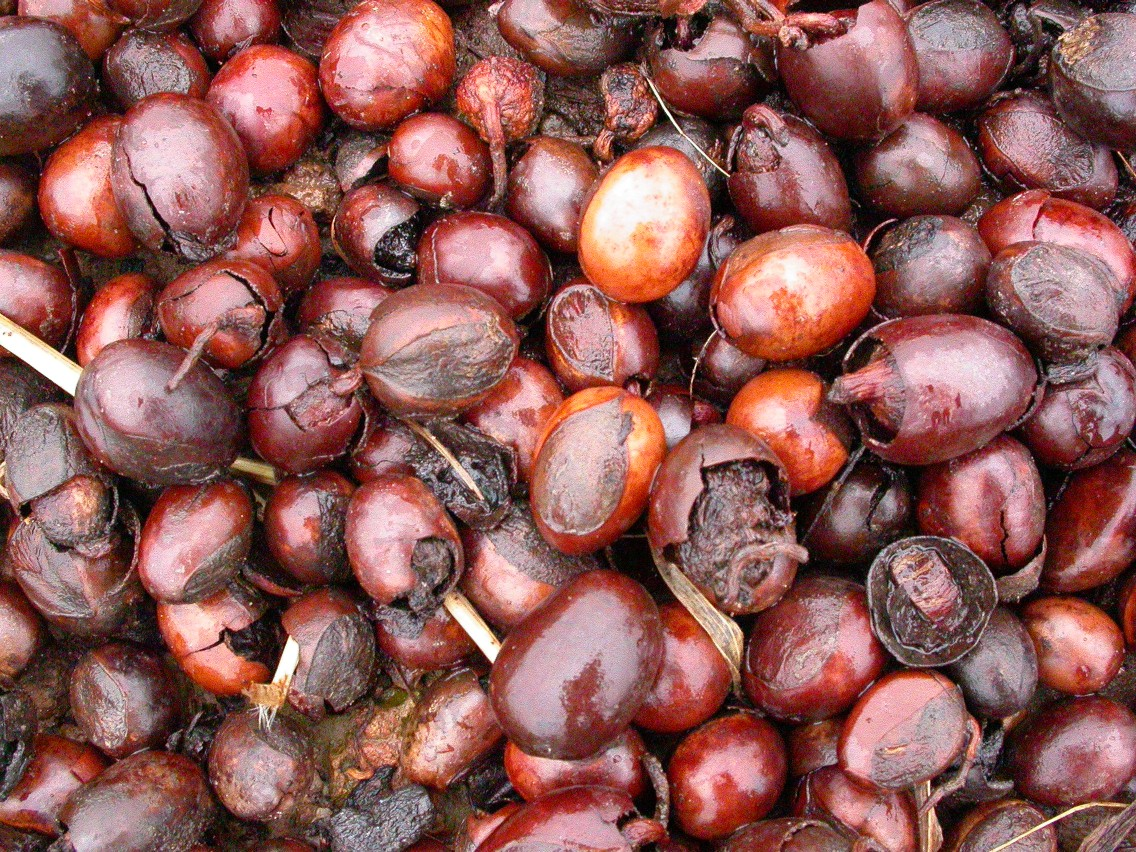
Насіння дерева ши — сировина для виробництва олії

Олія ши (або олія карите) — рослинна олія, яку добувають із насіння дерева ши. Олія ши тверда, має приємний ніжний горіховий запах. Колір може бути білим або кремовим. Консистенція олії ши за кімнатної температури подібна до консистенції пряженого масла. Олію вживають у їжу, використовують у харчовій промисловості та виготовляють із неї мазі та косметичні засоби.
Першим європейським мандрівником, який познайомився з виробництвом олії ши, був шотландець Мунго Парк. У своїх творах він особливо відзначив харчові властивості олії, її здатність зберігатися свіжою без солі протягом року, а також смак, який не поступається кращому вершковому маслу.

## Склад
Олія ши в основному складається з тригліцеридів та має наступні жирні кислоти: олеїнова (від 40 до 55 %), стеаринова (від 35 до 45 %), пальмітинова (від 3 до 7 %), лінолева (від 3 до 8 %) і ліноленової (1 %). В олії ши міститься набагато більше неомильних речовин (до 17 %), ніж у какао-маслі; в середньому в олії карите міститься 8 % неомильних речовин. Вони являють собою знежирену фракцію, що складається з фенолів, токоферолів, трітерпенів (альфа-аміріна, лупеола, бутіроспермола, паркеола), стероїдів (кампестерол, стигмастерин, бета-ситостерин, альфа-спінастерол, дельта-7-авенастерол) і вуглеводнів (2–3 %). Олія також містить терпенові спирти.

## Виробництво

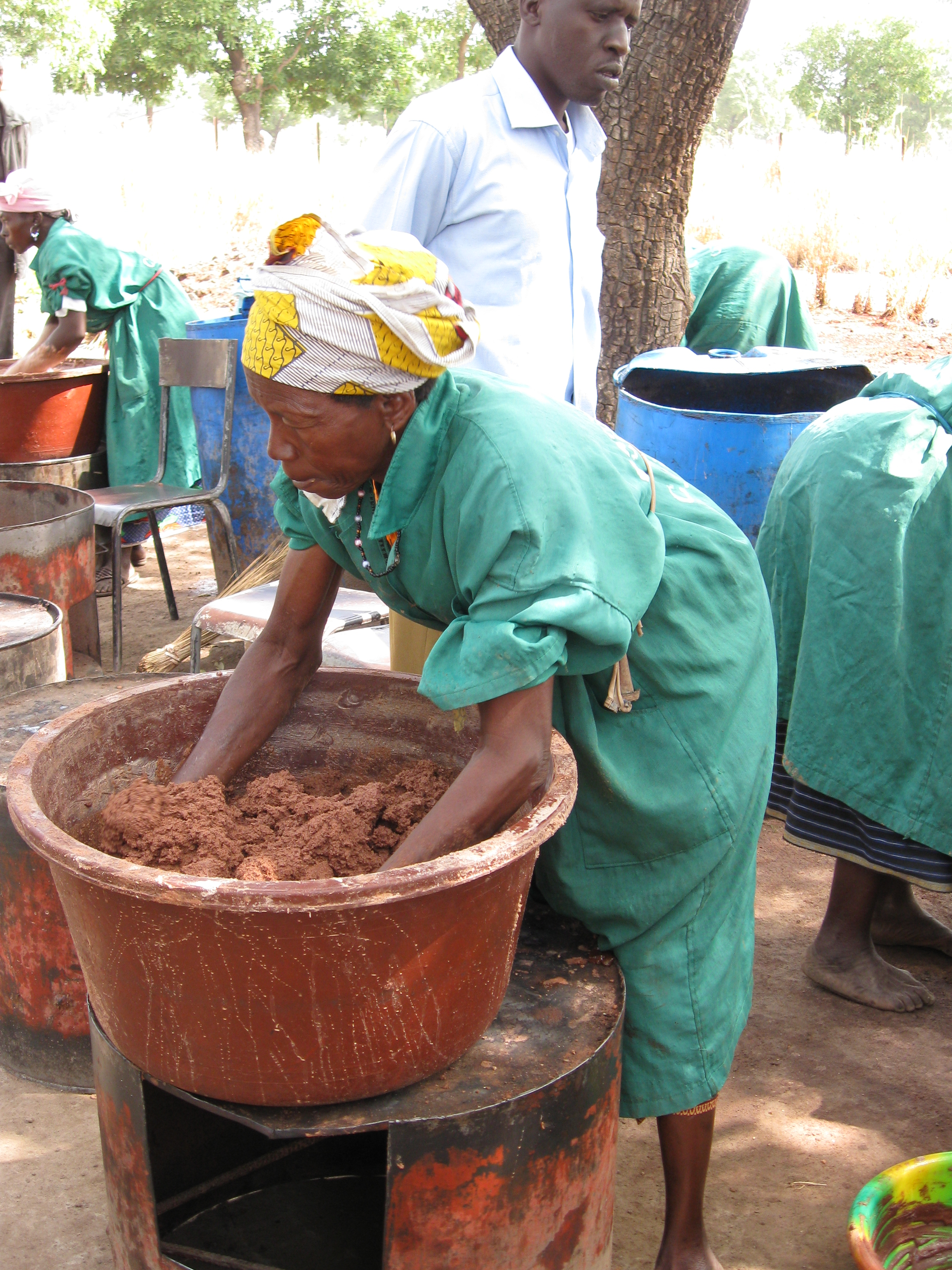
Жінки місять пасту з насіння

Виробництво олії проходить у декілька етапів. Спочатку збирають дозрілі плоди. Ця робота випадає на сезон дощів, коли збирають врожаї й інших культур. На всіх сільськогосподарських роботах зайняті жінки. Вони збирають падалицю на значній площі в радіусі до 3 км від будинку. Плоди в кошиках несуть на головах додому. Там заривають чани з плодами в землю і тримають щонайменше 12 днів, щоб м'якоть згнила і було легше витягти насіння. Насіння потім варять, щоб воно не проросло. На наступному етапі насіння безперервно смажать протягом чотирьох днів, після чого його можна зберігати дев'ять місяців. Для виготовлення 1 кг олії потрібно 10 кг дров.
У процесі вироблення олії шкірку насіння подрібнюють і видаляють; серцевину смажать протягом 24 годин, а потім дроблять за допомогою каменю. Після цього товчуть у ступці й отримують коричневу пасту. У пасту додають воду. Три або чотири жінки інтенсивно місять масу і заміняють одна одну кожні кілька хвилин. Отриману суміш вручну кілька разів полощуть у воді, щоразу отримують дедалі світлішу піну й зливають більш важкі залишки. Процес вимагає великої кількості води. Піну багато годин поспіль кип'ятять, потім знімають верхній шар відвару та охолоджують його — у результаті отримують олію ши.

## Застосування

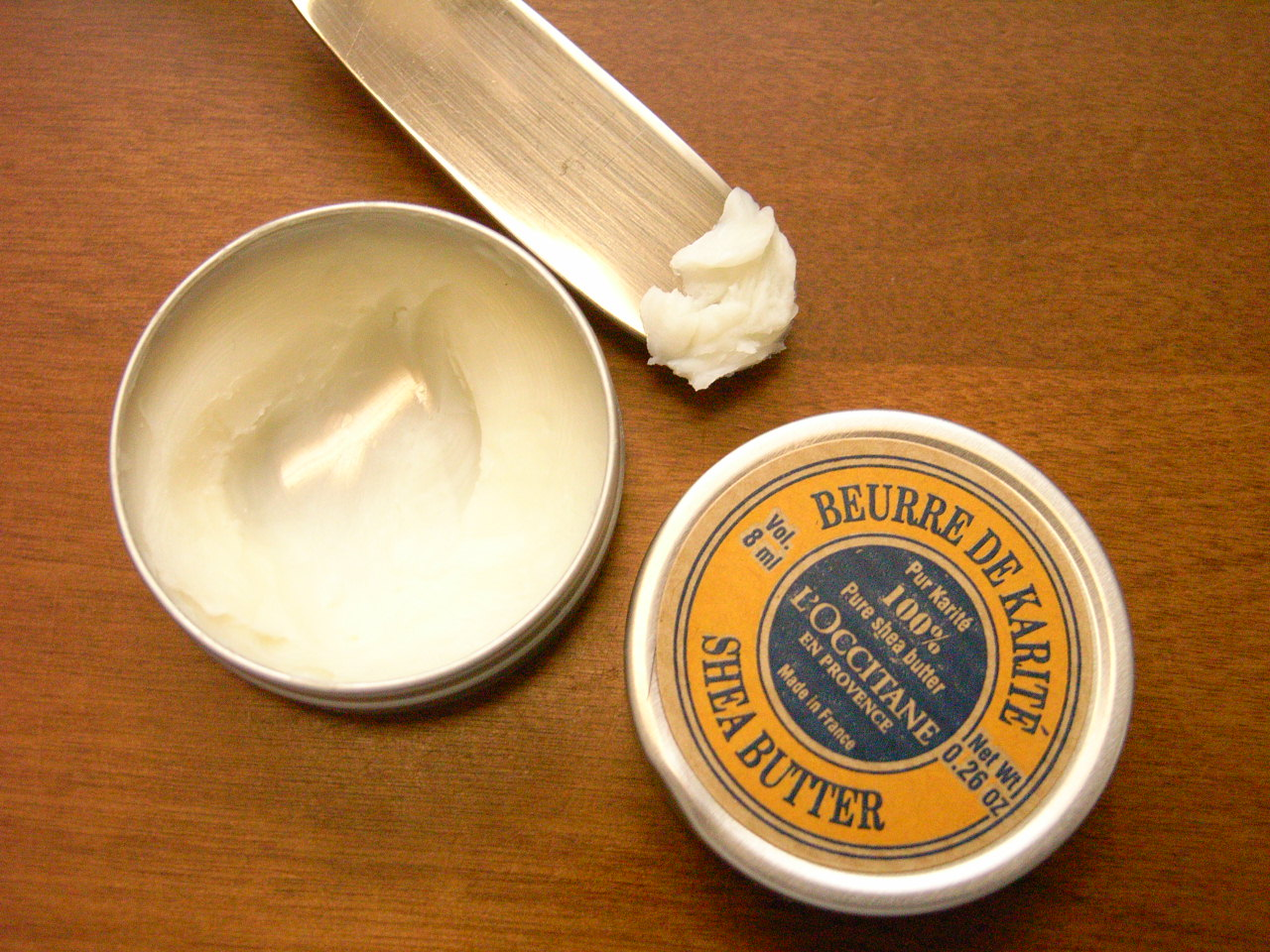
Олія ши, яку використовують як косметику

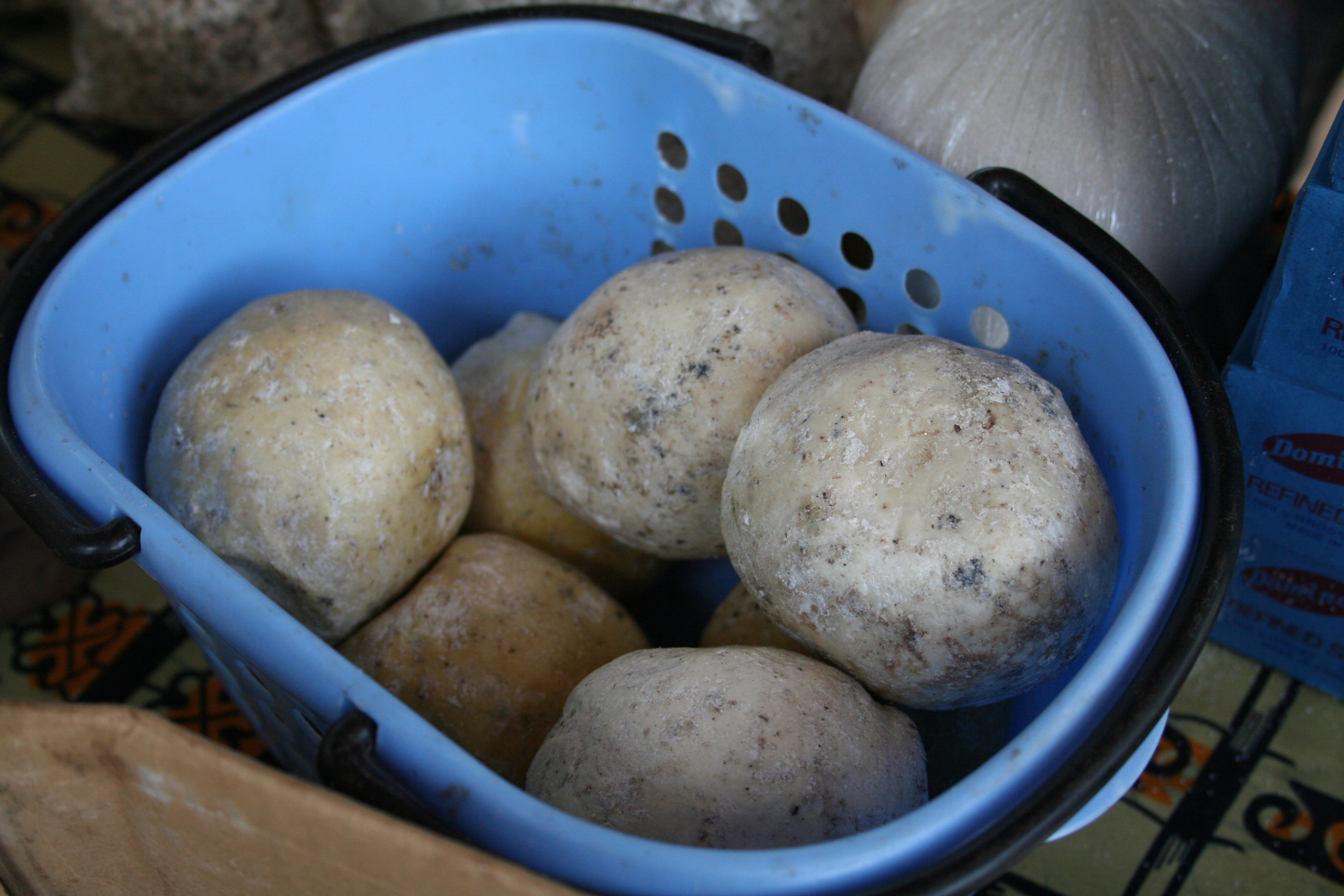
Мило з олії ши

Більшу частину олії, яку виробляють африканські домогосподарства, вони ж споживають у їжу, а надлишки продають на місцевих ринках. У Європі олію, отриману механічним переробленням, використовують для приготування їжі: як сировину для виробництва маргарину та як замінник какао-масла і для виробництва косметики.
Африканці широко використовують олію ши в косметичних цілях. Вона має м'який приємний запах і добре поєднується з ефірними оліями, що дозволяє надати олії бажаний аромат. Продавці в інтернеті рекламують олію карите як зволожувальний і пом'якшувальний засіб, яке пропонують використовувати для омолодження шкіри і лікування сухого пошкодженого волосся. Попри наявність нечисленних досліджень протизапального ефекту компонентів цієї олії, докази інших його номінальних параметрів відсутні; глибоких його досліджень з медичної точки зору не проводилося.
Африканське населення використовує олію карите в мазі для лікування шкірних захворювань. Вважається, що вона допомагає загоєнню дрібних ран і тріщин на шкірі. Також олію використовують для догляду за барабанними перетинками та шкірою навколо очей.
У господарських цілях олію ши використовують як герметик для глинобитних стін. Найчастіше жир наносять на зовнішні стіни, вікна та двері для гідроізоляції в сезон дощів.

## Торгівля
Жінки продають насіння та олію дерева ши поруч із будинками та на місцевих ринках. Торгівля олією в країнах, де її виготовляють, є головним видом жіночого підприємництва. Торгівлю ведуть цілий рік, при цьому ціни на неї протягом року значно змінюються. Насіння та олія коштують найдешевше в сезон дощів, коли дерева карите плодоносять і на місцевому ринку олії спостерігається перевиробництво. У сухий сезон, коли олії на ринку відносно мало, її ціна зростає вдвічі.
Жінки часто продають олію оптовим торговкам, які потім везуть її в міста. Оптова торгівля олією дозволяє жінкам виручити більше грошей. Торговки на північному сході Гани мало не кожен день закуповують у сусідніх Буркіна-Фасо та Нігері партії олії в 100 кг за 20 доларів США та перепродають їх зі значною націнкою великим підприємцям (серед яких є і чоловіки), які поставляють олію на експорт.
Все частіше експортують насіння дерев, а не готову олію. Пов'язано це з тим, що європейські фірми вважають за краще використовувати механізовані технології вилучення олії з насіння, бо вони є дешевшими та надійнішими для отримання продукції необхідної якості. Крім того, африканські країни не можуть поставити на ринок достатню кількість олії, оскільки африканські жінки не бажають брати участь у трудомісткому, але низькооплачуваному експортному виробництві. У певному сенсі на світовий ринок надходять надлишки олії, які не спожили в Африці.
Великим виробником і експортером олії ши є Буркіна-Фасо. 1937 року країна експортувала до Франції 2927 тонн олії. Після здобуття незалежності Буркіна-Фасо почала швидко нарощувати експорт олії, і до 1960-х років вона стала третім за значущістю експортним товаром у цій країні. Правда, експорт олії дещо впав через різкі коливання цін та посилену конкуренцію на світовому ринку, низьку врожайність дерев карите та недостатню продуктивність кустарного виробництва.
Основними покупцями насіння та олії є продовольчі компанії з Франції, Великої Британії, Скандинавських країн і США. При цьому 90 % попиту припадає на виробників шоколаду, які використовують олію ши як замінник какао-олії. Дедалі більший попит припадає на косметичні фірми, що виробляють на основі олії так звану натуральну косметику.